# تشيلسي كولي
تشيلسي كولي التمان (بالإنجليزية: Chelsea Cooley)‏ (ولدت تشيلسي سكوت كولي ; في 30 أكتوبر 1983) ممثلة مغنية، عارضة أزياء أمريكية، حاملة لقب مسابقة ملكة جمال بهدما توجت بمسابقة ملكة جمال كارولاينا الشمالية الولايات المتحدة الأمريكية، الامر الذي رشحها للمشاركة عن ولاية كارولاينا الشمالية في مسابقة ملكة جمال الولايات المتحدة الأمريكية 2005 ووتوج بها في حفل اختيار ملكة جمال الولايات المتحدة الرابع والخمسين، بصفتها ملكة جمال الولايات المتحدة الأمريكية ، مثلت كولي منظمة ملكة جمال الكون. جمعت 22.8 مليون دولار لأبحاث سرطان الثدي والمبيض خلال فترة عملها كملكة جمال الولايات المتحدة الأمريكية.

## روابط خارجية
- تشيلسي كولي على موقع IMDb (الإنجليزية)
- تشيلسي كولي على موقع قاعدة بيانات الفيلم (الإنجليزية)
- تشيلسي كولي على موقع كينوبويسك (الروسية)
- StandOut Productions, Cooley's personal business
- Miss USA official website
- Miss North Carolina USA and Teen USA official website
- Interview on PageantCast episode #2
- تشيلسي كولي على إنستغرام